# Vaskemaskine
En vaskemaskine er en hvidevare designet til at vaske beskidt tøj. Den mest almindelige vaskemaskine bruger vand og vaskemiddel til dette.
Der findes to forskellige slags vaskemaskiner. De topbetjente er hvor lugen ind til vasketromlen åbnes opad, fordi den sidder foroven på vaskemaskinen. Ved frontbetjente vaskemaskiner derimod åbnes lugen foran og åbnes dermed vandret.